# Stegolepis breweri
Stegolepis breweri là một loài thực vật có hoa trong họ Rapateaceae. Loài này được Maguire miêu tả khoa học đầu tiên năm 1976.